# الحركة التعاونية

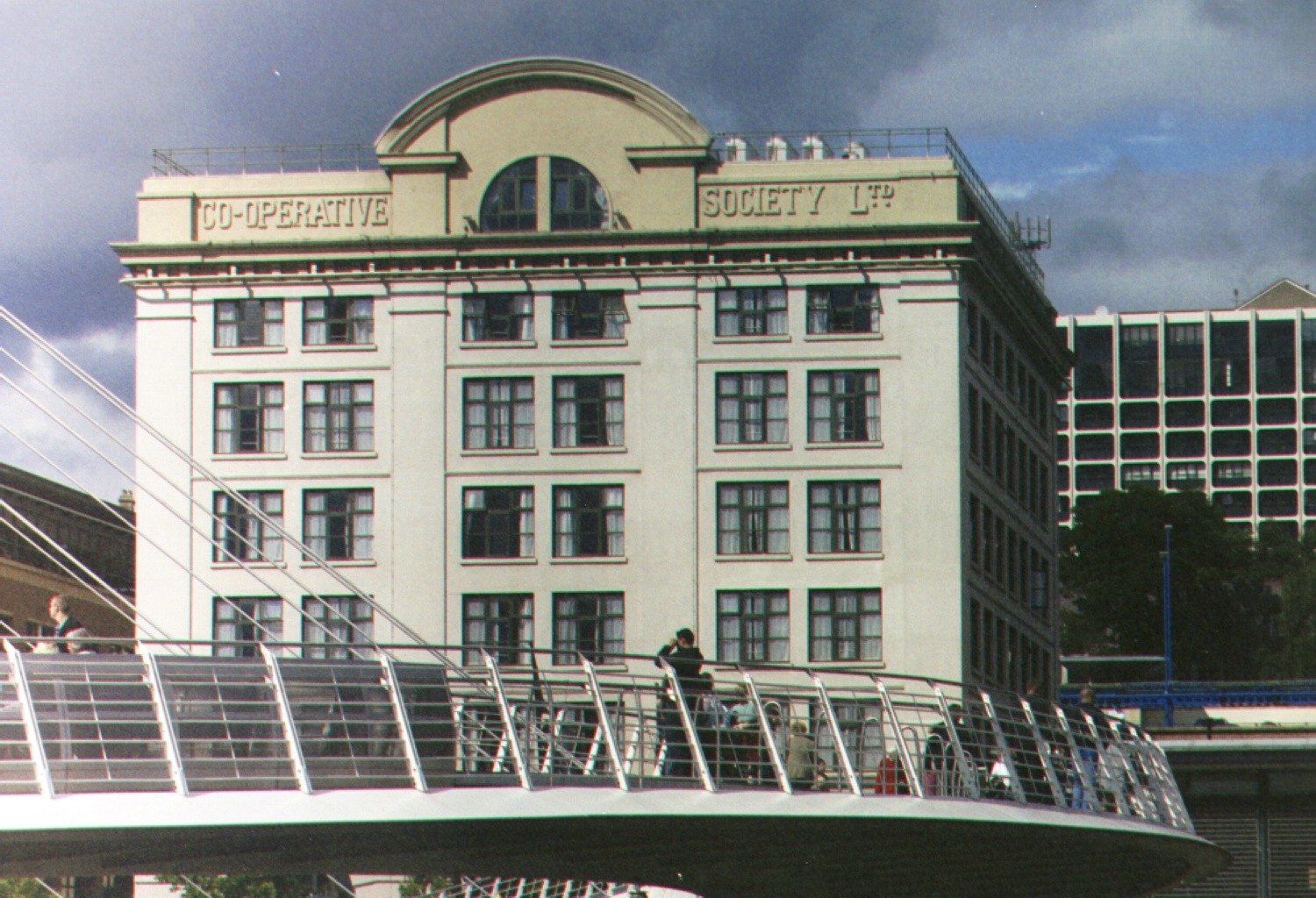

يُطلق اسم التعاونيين عادة على المفكرين الذين يعتقدون أن التعاون والمشاركة الحرة (بالإنجليزية: Free Association)‏ بين الأفراد كفيلان بإعطاء الحلول السليمة للمشكلات الاجتماعية بشرط أن يتوافر في تنظيمها بعض الشروط الخاصة. . ويختلف هؤلاء عن غيرهم من الاشتراكيين في أنهم لا يرون ضرورة التأميم لعلاج مساوئ النظام الرأسمالي. فالتعاونيون يبدءون من نزعة فردية ويرون أن الفرد قادر على إعطاء حلول أفضل إذا لم يضع في خضم المجموع، وأن مجموعات صغيرة من الأفراد تتجمع على أساس اختياري حر يمكن أن تحقق هذا الغرض على أحسن ما يكون.

ومع ذلك يختلف التعاونيون على أنصار الحرية الاقتصادية في أنهم يرون ضرورة خلق مجتمع جديد قادر على تحقيق ازدهار الفرد وإطلاق طاقاته. ويرون أن النظام القائم (النظام الرأسمالي) والذي يدعي الحرية الاقتصادية والفردية يؤدي في الواقع على القضاء على الفردية وطمسها باستثناء عدد من المحظوظين الرأسماليين. ولذلك، فإن الواجب الأول هو خلق هذا المجتمع الجديد وتهيئة الجو الملائم لإزدهار الإنسان ونموه. وهذا المجتمع الجديد ليس مجتمعاً مفتعلاً، وإنما على العكس هو مجتمع طبيعي يتفق مع الطبيعة البشرية. بل إنهم يرون أن المجتمع الحالي إنما هو مجتمع طبيعي ومفتعل. ولذلك فهم يدعون إلى اكتشاف هذا المجتمع الطبيعي وليس إلى خلقه. وهنا نلمس بقايا مدرسة الطبيعيين في الاعتقاد في وجود النظام الطبيعي.
ويهاجم التعاونيون بصفة خاصة فكرة المنافسة وما ارتبط بها من اعتبار أن الربح محرك للاقتصاد. فقد لاحظوا أن السعي وراء أقصى الأرباح كثيراً ما يؤدي أشد المساوئ الاجتماعية، فضلاً عن أن المنافسة تؤدي بطبيعتها إلى الاحتكار، والاحتكار يتعارض مع تحقيق الرفاهية للأفراد.
ولعل من أهم المفكرين الذين دعوا بهذه الأفكار والذين يُعتبرون آباء للحركة التعاونية: هما أوين وفوريه. وقد كانا متعاصرين تماماً، حيث وُلد الأول سنة 1771 في إنجلترا، والثاني 1772 في فرنسا، ومع ذلك فقد ظل كل منهما غريباً عن الآخر. وبرغم أن الاثنين يمثلان مدرسة اقتصادية واحدة- هي المسئولة في الواقع عن قيام النظام التعاوني فيما بعد، إلا أنه يبدو أن اختلاف وضعهما الاجتماعي هو السبب في عدم معرفة أحدهما بالآخر. فقد كان أوين صناعياً وكون ثروة كبيرة وشغل مكانة هامة في الأوساط الصناعية الإنجليزية، في حين أن فوريه كان موظفاً بسيطاً يعمل بالتجارة أو كما كان يُسمى نفسه مجرد موظف بالحانوت قالب:بالفرنسية، ولم يكن له نفوذ واسع، واقتصر هذا النفوذ على حلقة ضيقة من بعض أصدقائه. وقد أصبح أوين فيما بعد اشتراكياً متطرفاً، بل شيوعياً. في حين ظل فوريه على مبادئه القديمة.
- روبرت أوين
- شارل فورييه
- لويس بلان